# Ренгер, Анна-Мария
Анна-Мария Ренгер (нем. Annemarie Renger; 7 октября 1919, Лейпциг, Веймарская республика — 3 марта 2008, Ремаген, Германия) — немецкий политический деятель, бывший председатель бундестага ФРГ (1972—1976).

## Биография
Начала свою трудовую деятельность помощником торгового агента, до 1945 г. работала торговым представителем в издательстве в Берлине.
С 1946 г. — руководитель офиса правления СДПГ сначала в Ганновере, затем в Бонне.
Являлась личным секретарём лидера послевоенной СДПГ Курта Шумахера. Знаменитая фотография, на которой Анна-Мария Ренгер помогает тяжелобольному, из-за ампутации ноги и руки вследствие пыток в фашистских застенках, Шумахеру стала культовой для политической истории послевоенной ФРГ.
В 1953—1990 гг. — депутат бундестага, в 1969—1972 гг. — руководитель фракции СДПГ в бундестаге.
В 1972—1976 гг. — председатель бундестага, в 1976—1990 гг. — заместитель председателя бундестага ФРГ.
С 1973 г. — член правления СДПГ, в 1979—1983 гг. — член контрольной комиссии СДПГ.
В 1979 г. являлась кандидатом от СДПГ на должность президента ФРГ, но проиграла выдвиженцу ХДС/ХСС Карлу Карстенсу, поскольку 66 входивших тогда в правительственную коалицию представителей СвДП при голосовании воздержались.
Вела активную общественную и благотворительную деятельность.
Являлась эталоном внешнего политического стиля. Её рекомендациям, в начале своей депутатской карьеры следовал, в частности, будущий канцлер Герхард Шрёдер.